# Émilie Tavernier Gamelin
Émilie Tavernier, vedova Gamelin (Montréal, 19 febbraio 1800 – Montréal, 23 settembre 1851), è stata una religiosa canadese, fondatrice delle Suore della Provvidenza di Montréal.

## Biografia
Nata in Canada da una modesta e numerosa famiglia, sposò Jean-Baptiste Gamelin, coltivatore di mele, e gli diede tre figli, tutti morti in tenera età.
Rimasta vedova, nel 1828 iniziò ad accogliere in casa disabili, orfani, anziani, persone indigenti ed ex carcerati: per sostenere l'opera della Tavernier, il vescovo Ignace Bourget le concesse un ampio edificio e cercò di far giungere dalla Francia una comunità di Figlie della Carità di San Vincenzo de' Paoli ma, non essendoci riuscito, reclutò nella sua diocesi alcune giovani e le affidò alle cure della Tavernier, affinché dessero inizio a una nuova famiglia religiosa.
La fondazione della congregazione, detta delle suore della Provvidenza, ebbe luogo il 29 marzo 1844: l'istituto divenne uno dei più fiorenti del Canada.
La Tavernier morì durante un'epidemia di colera nel 1851.

## Il culto
La fase romana del suo processo di canonizzazione iniziò nel 1989: dichiarata venerabile nel 1993, è stata proclamata beata da papa Giovanni Paolo II il 7 ottobre 2001.
La sua memoria liturgica ricorre il 23 settembre.